# Neidenberga
Neidenberga ist ein Ortsteil von Drognitz im Landkreis Saalfeld-Rudolstadt in Thüringen. Erfüllende Gemeinde für Drognitz ist die Gemeinde Kaulsdorf.

## Geografie und Geologie
Neidenberga liegt nordwestlich von Drognitz auf einem Hochplateau des Südostthüringer Schiefergebirges links des Hohenwartestausee der Saale. Diese Nutzflächen besitzen durch den hohen Feinerdeanteil und den hohen Humusgehalt eine stabile Bodenfruchtbarkeit. Über die L 2385 ist der Ortsteil an den Straßenverkehr angeschlossen. Die Anhöhen zu den Hängen und den Buchten sind um die Hochfläche mit Wald bestanden.

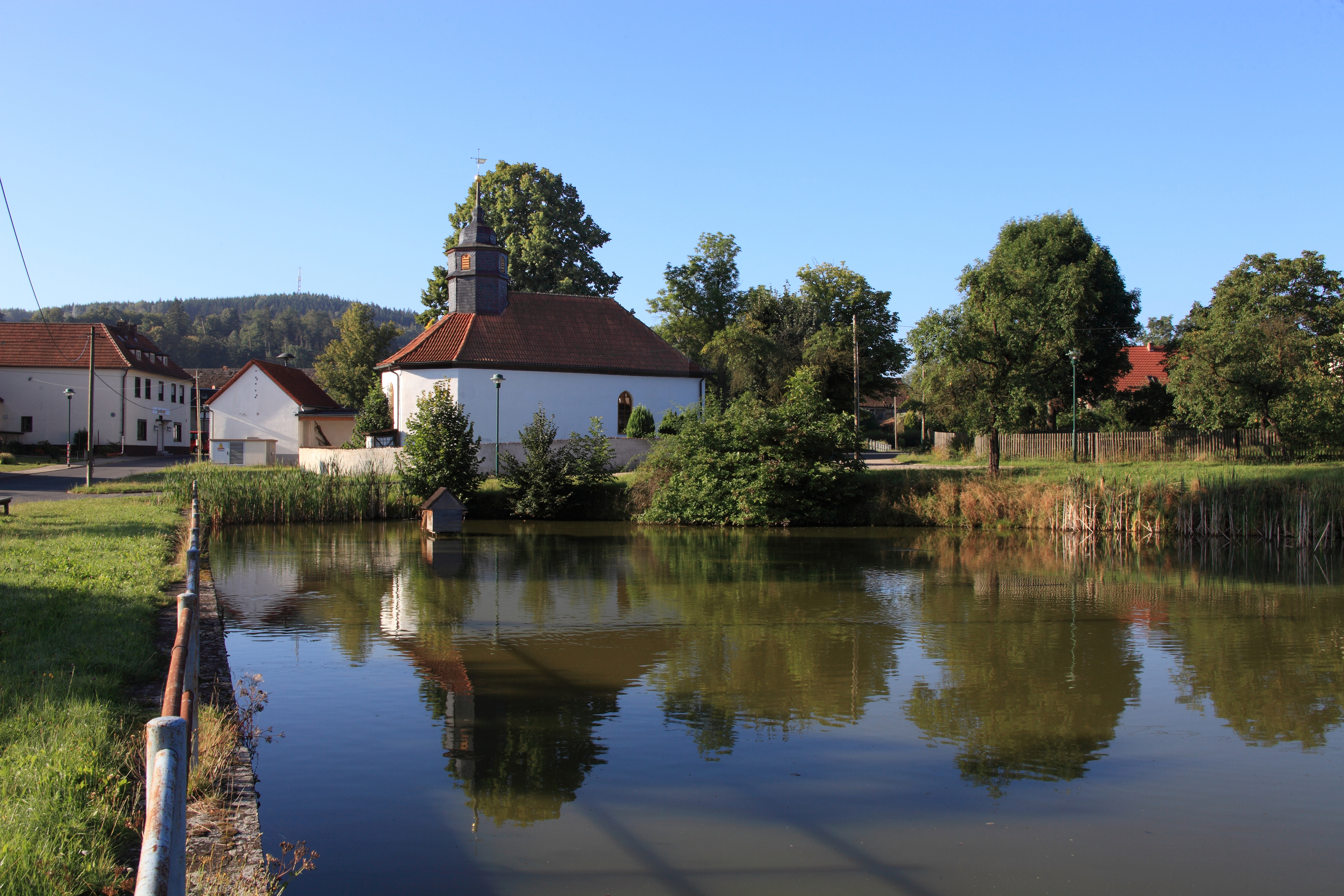
Neidenberga

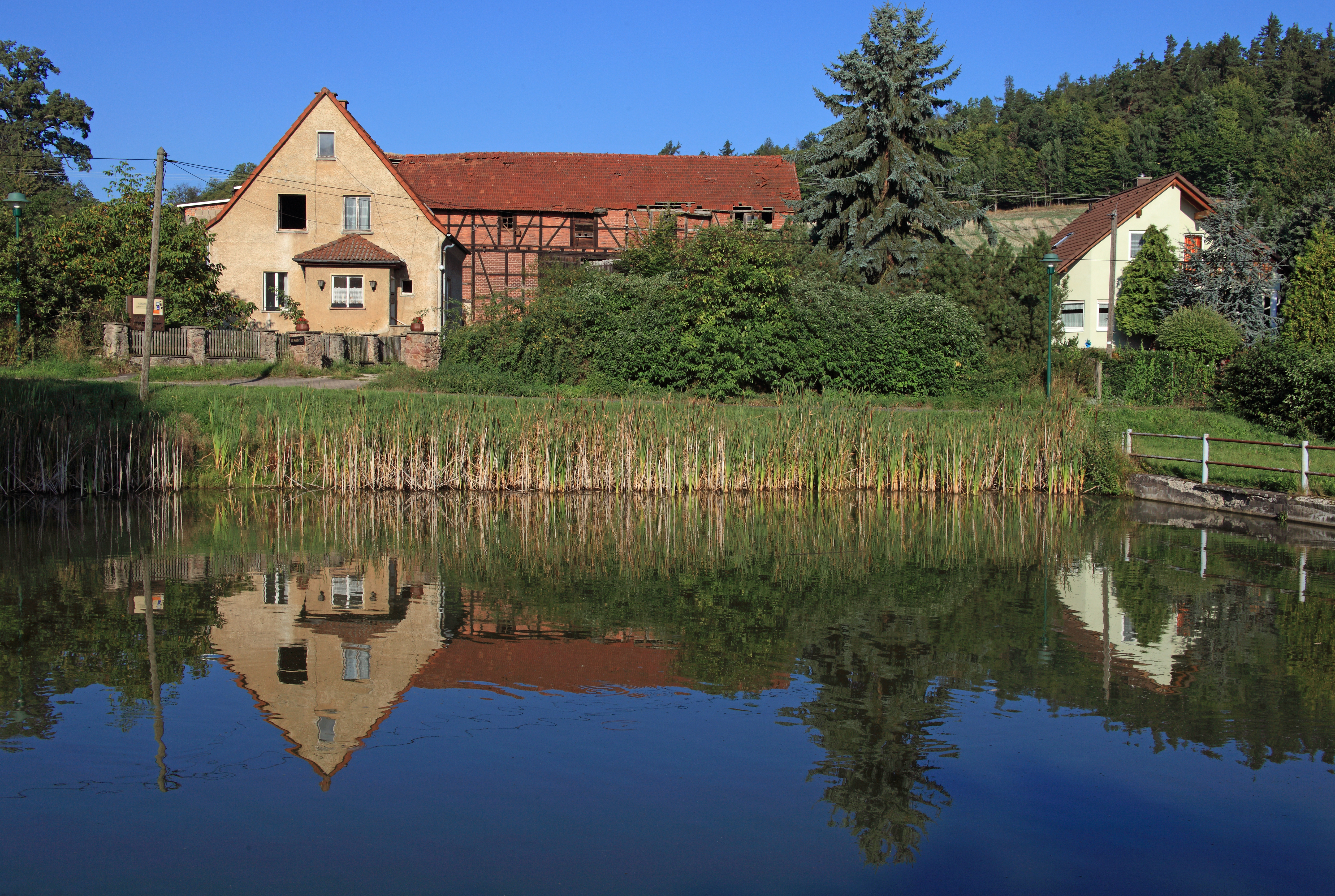
Neidenberga, Zeitspiegel anno 2013

## Geschichte
Die urkundliche Ersterwähnung des Ortsteils Neidenberga erfolgte am 24. Juni 1338. Das Schloss Niedenburg auf einer Anhöhe westlich des Ortes gehörte um 1335 den von Watzdorf. In einem unbekannten Zeitraum besaßen die von Obernitz Neidenberga. Später kamen die von Brandenstein in seinen Besitz, die bis zur Enteignung durch die Bodenreform im September 1945 auf der Niedenburg bzw. dem Gut Neidenberga ansässig blieben.
Der Ort gehörte bis 1815 zum kursächsischen Amt Ziegenrück und kam nach dessen auf dem Wiener Kongress beschlossenen Abtretung an den preußischen Landkreis Ziegenrück, zu dem der Ort bis 1945 gehörte.
Die 1769 erbaute Kirche steht auf den Grundmauern einer Kapelle. Das Dorf ist der kleinste Ort der Gemeinde.
Am Ortseingang stehen unter einer alten Linde drei Steinkreuze. Sie besagen, Streitigkeiten können auch friedlich gelöst werden.